# Rastreig digital de contactes
El rastreig digital de contactes és un tipus de rastreig en el qual els contactes d'una persona infectada s'identifiquen automàticament usant dispositius mòbils, sense intervenció humana. El rastreig digital es va començar a explorar als voltants del 2007, però no s'ha usat àmpliament fins a la pandèmia de COVID-19.
S'han utilitzat diverses tecnologies per al rastreig digital, totes elles basades en els telèfons mòbils, o dispositius semblants. Les tecnologies es poden classificar en dos grans grups: les basades en la localització dels telèfons i les basades en la proximitat entre telèfons. Les tecnologies basades en la localització usen les dades obtingudes bé per les xarxes dels operadors de telefonia mòbil, o bé pels servidors que emmagatzemen la localització dels mòbils obtinguda del GPS. A partir de les dades de localització recollides es pot determinar els moments i els llocs en els quals dos telèfons han estat a prop. Ara per ara, aquestes tecnologies no són adequades per epidèmies com la Covid perquè les dades no són prou precises, especialment en interiors d'edificis.
Les tecnologies més usades són les basades en detectar directament la proximitat entre telèfons. Gairebé totes les apps per al rastreig de contactes usen aquestes tecnologies. Requereixen que els telèfons puguin comunicar-se entre ells, sense fils, usant una tecnologia com ara Bluetooth. Cada telèfon emet contínuament missatges contenint un identificador seu. Els telèfons del voltant capten els missatges i els enregistren, afegint-hi el temps en què s'han rebut i la distància de l'emissor. Partint d'aquests missatges enregistrats es pot determinar els moments en els quals dos telèfons han estat a prop, però no el lloc concret on han estat.
Dins del grup de tecnologies basades en la proximitat, es poden distingir dos subgrups: el centralitzat i el descentralitzat. En el centralitzat, hi ha un servidor que sap quins identificadors ha usat cada telèfon en els missatges que ha emès. Quan una persona s'infecta, envia al servidor els missatges rebuts durant el temps en què ha pogut ser infecciosa. Usant aquests missatges, el servidor pot determinar els contactes que ha tingut. En el descentralitzat, quan una persona s'infecta, envia al servidor els identificadors que ha usat en els missatges que ha emès durant el temps en què ha pogut ser infecciosa. Els telèfons descarreguen periòdicament aquests identificadors i determinen (localment, sense ajuda del servidor) si són o no un dels contactes. La gran majoria de les apps per al rastreig de contactes són del subgrup descentralitzat. El Sistema Google/Apple de notificació d'exposicions proporciona serveis que s'usen per a desenvolupar apps descentralitzades.